# Castelluccio dei Sauri
Castelluccio dei Sauri – miejscowość i gmina we Włoszech, w regionie Apulia, w prowincji Foggia.
Według danych na rok 2004 gminę zamieszkiwało 1950 osób, 38,2 os./km².